# Deirochelys reticularia
Deirochelys reticularia es una especie de tortuga de agua dulce poco común del sureste de Estados Unidos. Forma parte del taxón monotípico del género Deirochelys.
El nombre común en inglés de tortuga "Pollo" se refiere al sabor de su carne, que solía ser popular en los mercados del sur de Estados Unidos.

## Descripción
Son similares en apariencia a Chrysemys picta, pero tienen un inusualmente largo cuello de rayas que está cerca de la longitud del caparazón, con una raya amarilla en las patas delanteras y en las patas traseras. El caparazón tiene forma de pera, y es de color oliva al marrón oscuro. Las hembras son generalmente más grandes que los machos, y los machos tienen una larga y gruesa cola. Los machos también tienen garras más largas. Al nacer miden una pulgada de diámetro, y los adultos alcanzan de 10,2cm a 25,4 cm. Son de tamaño mediano en comparación con otras tortugas.

## Comportamiento
Se encuentran regularmente en tierra, la migración entre los hábitats acuáticos, o la búsqueda de áreas para excavar en el suelo y escapar de las condiciones secas. Los machos en general viajan más que las hembras. Pasan mucho tiempo tomando el sol en los troncos y en las rocas y nadando en pequeños grupos. Pasan la hibernación en el barro blando, pero solo en la parte norte de su rango, y en la vegetación del agua. Son tímidas y muerden con mucha facilidad.

## Esperanza de vida
Algunas han sido recapturadas hasta 15 años después de su primera captura. Algunas llegaron a la edad máxima de 20 a 24 años en estado salvaje.

## Distribución
La especie está formada por tres subespecies, se encuentran en un hábitat adecuado en todo el sureste de Estados Unidos. Deirochelys reticularia se encuentra en la zona costera de Virginia a Texas y hacia el norte de Oklahoma y Arkansas. La subespecie de Florida, D. r. chrysea, se limita a la península de Florida. En el este por el río Misisipi. Es una tortuga peregrina, y con frecuencia se encuentra vagando lejos del agua. 

## Hábitat
Son semi-acuáticas, se encuentran tanto en agua como en tierra. Prefieren zonas de agua tranquila: lagos, canales, pantanos, pantanos de cipreses, y bahías de las Carolinas. Prefieren el agua con una densa vegetación y el sustrato blando. Son tolerantes a los hábitats acuáticos efímeros y de fácil acceso a la tierra para excavar en el suelo y escapar de las condiciones secas. Han sido encontradas a una profundidad de unos pocos centímetros hasta más de 2 m.

## Reproducción
Los machos se reproducen con tortugas hembras por la vibración de las garras delanteras contra la cara. Una vez que la hembra es receptiva ocurre la cópula. Son diferentes de la mayoría de las otras tortugas de América del Norte, ya que anidan en cualquier día de otoño o invierno. En Carolina del Sur hay dos temporadas de puesta de huevos; del invierno a la primavera (febrero a mayo) y otoño hasta principios de invierno (agosto a noviembre). Las hembras excavan nidos cilíndricos en la tierra en una gran variedad de tipos de suelos, desde arenosos a suelos pesados. Las hembras ponen de 2 a 19 huevos. Los embriones pasan por un período de dispause en la fase de gástrula tardía. Se debe experimentar un período de temperaturas frías antes de que avance el desarrollo. Los huevos eclosionan en 152 días a 29 grados Celsius, algunos huevos pueden pasar el invierno en el nido antes de la eclosión. La temperatura de incubación influye en el sexo de los embriones, con 25 grados Celsius la temperatura de incubación produce machos. Las temperaturas más altas tienen como resultado un aumento en los embriones de sexo femenino, con sólo el 11 por ciento de machos a una temperatura de incubación de 30 grados centígrados.

## Alimentación
Son omnívoras, comen cangrejos de río, peces, frutas, insectos, invertebrados, ranas, renacuajos y plantas. Durante el primer año de su vida son casi totalmente carnívoras. 

## Estado de conservación
Las poblaciones se consideran actualmente estables en toda su extensión, aunque sí se enfrentan a amenazas potenciales. La destrucción del hábitat reduce el hábitat adecuado para la migración y la hibernación. A veces mueren en las carreteras a medida que migran entre hábitats, y también es cazada como alimento.

## Subespecies
Hay tres subespecies:
- reticularia reticularia Deirochelys
- De Florida (Deirochelys reticularia chrysea)
- Occidental (Deirochelys reticularia Miaría)